# Cicloheptenă
Cicloheptena este o cicloalchenă cu formula chimică C7H12. Este un precursor în chimia organică de sinteză și în industria polimerilor. Poate exista sub forma a doi izomeri geometrici:
|                  |                    |
| cis-Cicloheptenă | trans-Cicloheptenă |